# Rock Goddess
Rock Goddess – brytyjski, kobiecy zespół muzyczny założony w Londynie, należący do Nowej fali brytyjskiego heavy metalu. Zespół istniał w latach 1981-1988. Obok Girlschool był najpopularniejszym kobiecym zespołem grającym heavy metal w Wielkiej Brytanii w latach 80.

## Historia
Zespół założyły w 1977 roku siostry Jody i Julie Turner, które miały wtedy 13 i 9 lat. Pomimo młodego wieku Jody dobrze grała na gitarze, a Julie zapowiadała się na dobrą perkusistkę. Ich ojciec prowadził sklep muzyczny w Wandsworth w południowym Londynie i później został ich menedżerem. Dołączyła do nich szkolna koleżanka Tracey Lamb, która uczyła się gry na gitarze basowej. W 1981 zarejestrowały swoją pierwszą taśmę demo i zaczęły występować w londyńskich klubach. W 1982 roku podpisali kontrakt z A&M Records, a rok później wydali swój debiutancki album promowany singlem "My Angel".

## Skład
- Jody Turner – gitara/wokal
- Julie Turner – perkusja
- Tracey Lamb – gitara basowa (1981-84, druga płyta)
- Dee O'Malley – gitara basowa (1984-88, 1 i 3 płyta)

## Dyskografia

### Albumy
- 1983 – Hell Hath No Fury
- 1983 – Rock Goddess
- 1987 – Young And Free

### Single
- 1982 – Heavy Metal Rock 'N' Roll
- 1982 – My Angel
- 1984 – I Didn't Know I Loved You